# El Correo Catalán
El Correo Catalán fue un diario de Barcelona fundado el 16 de diciembre de 1876 por el periodista Manuel Milá de la Roca y el sacerdote Félix Sardá y Salvany, que en sus orígenes y durante la mayor parte de su existencia sirvió a la causa carlista y católica española. 

## Historia

### Periódico carlista

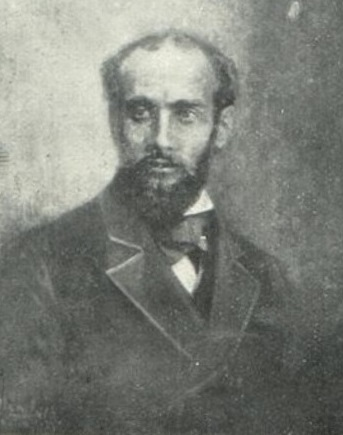
Manuel Milá de la Roca, fundador y primer director (1876-1878)

Apareció por primera vez el 16 de diciembre de 1876, casi diez meses después de la derrota legitimista en la tercera guerra carlista, subtitulado Diario popular, defensor de los intereses morales y materiales del país, tras levantarse la prohibición de editar prensa carlista. El periódico nacía en Barcelona recogiendo la herencia del diario carlista La Convicción e inspirándose en una hoja clandestina llamada El Correo Carlista. El Correo Catalán se convertiría en el órgano de la Comunión Tradicionalista en Cataluña. Su fundador, Manuel Milá de la Roca, se encargó de la dirección hasta octubre de 1878, que por problemas de salud traspasó la propiedad a Luis María de Llauder, quien estaría más de veinte años al frente del periódico.
El servicio telegráfico de la época de salida del periódico era reducidísimo, y más del extranjero que nacional. Hay que tener en cuenta los derroteros que seguía la prensa, a causa de lo costosos que eran los despachos telegráficos. Este periódico abría el primer número con el servicio telegráfico, y seguía con la Carta de Madrid, firmada por O., y la de París, de León.
Las cartas eran el elemento principal del periódico de esta época, pues a la par que daban información se analizaban y comentaban los asuntos. En la segunda columna de la primera plana se publicó el artículo programa, en algunos de cuyos párrafos decía:

Nuestra esfera de acción es tan modesta, que no podemos aspirar a más que a colocar una pequeña piedrecita al pie de la empalizada; y sin embargo, emprendemos nuestra tarea con el corazón henchido de fe y de esperanza. No extrañen nuestros lectores que no nos detengamos mucho en examinar las inacabables cuestiones de política menuda que están siempre sobre el tapete en nuestra desventurada Patria. 

Estamos ya fatigados de presenciar espectáculos mezquinos y escenas repugnantes: así es que apartamos los ojos con desdén de allí donde veamos partidos sin bandera, bandera sin principios y políticos sin fe. Nuestro punto de vista está más elevado. No podemos hablar de lo que en España se llama política sin sentir una impresión de dolorosa amargura. No nos detendremos en este momento en explicar las causas que motivan esta acusación profundísima, porque acaso iríamos más allá de lo que nuestros propósitos nos consienten; y nos limitamos a declarar que no descenderemos con frecuencia a romper lanzas en una arena tan candente y movediza. 

En cambio estamos decididos a ocuparnos detenidamente en todas las cuestiones que afecten de una manera directa a los intereses de las clases productoras. Por ser entre éstas la más desatendida, daremos la preferencia a la agrícola rural, en la seguridad de que nos lo habrán de agradecer nuestros habituales lectores. Por otra parte juzgamos de mayor utilidad estos escritos que no los que versan sobre las luchas estériles de aquellos partidos embrionarios, a quienes podría apostrofar amargamente la nación española, parodiando de esta manera los importantes versos de Lista: «Gemid, gemid, hermanos; — todos en mí pusisteis vuestras manos». — La Redacción.

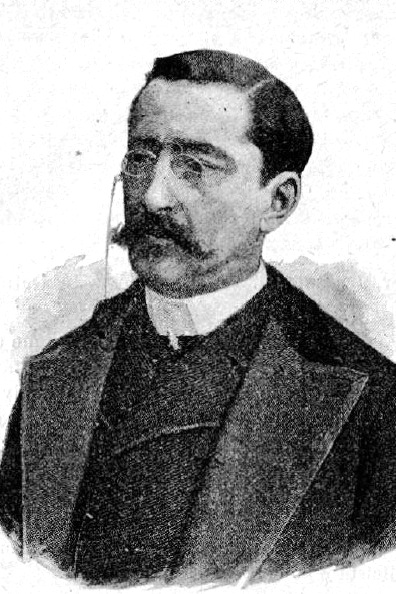
Luis María de Llauder, segundo director (1878-1899)

Publicaba las siguientes secciones fijas: Boletín político. — Crónica del Principado. — Registro civil. — Ayuntamiento. — Anuncios oficiales. — Sección religiosa. — Parte comercial. — Anuncios.
Sufrió su primera denuncia el 24 de febrero de 1877, por la carta de Madrid, que atacaba el régimen constitucional. Fue absuelto, gracias a la actuación del letrado Ignacio de Castells. El fiscal interpuso recurso y el Tribunal Supremo lo desestimó. El 26 de septiembre de 1877 se reformó, con cinco columnas y más amplitud de secciones.
En la primera página se publicaban encíclicas, pastorales, artículos notables de la prensa española o extranjera, leyes, decretos y noticias generales; y en la segunda página, los artículos de fondo (casi siempre más de uno), crónicas, sueltos, correspondencias regionales y nacionales y las cartas de Roma, Londres, Bruselas, Marsella, Constantinopla, Argel, Buenos Aires, etc., gacetillas, sección religiosa, con el Santoral, el Evangelio y la vida del Santo del día. La parte telegráfica pasó a la tercera página. Publicó en su folletín «El Hermano Pacífico».
Al encargarse de la dirección Luis María de Llauder, publicó un artículo diciendo que seguiría el periódico «defendiendo la verdad católica», y en cuanto a los principios políticos, defendería «aquellos más opuestos a la revolución que puedan llevarnos al restablecimiento del orden moral, por el que tanto suspira el país».

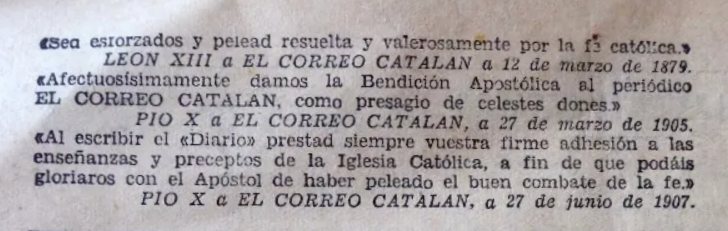
Bendiciones de los papas León XIII y San Pío X a El Correo Catalán cuando era un periódico católico y tradicionalista.

El 3 de julio de 1879 se publicaba en tamaño pequeño, a tres columnas y ocho páginas, como se publicaban entonces muchos ingleses y alemanes. Según Navarro Cabanes, tenía la ventaja de ser manual y la de poder aumentar sus páginas de cuatro en cuatro. La sección de noticias adquirió entonces más importancia.
El 10 de diciembre apareció la primera Revista de París, debida a Francisco Martín Melgar, servicio que continuaría varias décadas. A principios de 1880 fue denunciado el artículo «Carta abierta. Cabilaciones de un oscurantista». El 20 de abril se celebró la vista, y fue condenado a veinte días de suspensión. El 23 cesó El Correo Catalán y le sustituyó El Eco del Milenario; reapareció el 2 de mayo. Otra denuncia sufrió el 19 de agosto, por haber publicado la suscripción para regalar un Toisón de oro a Don Carlos, en sustitución del que le fue robado. Fue condenado a 45 días de suspensión por ataques a Alfonso XII. Durante la suspensión fue sustituido por El Noticiero, y el 29 de noviembre volvió a reaparecer.

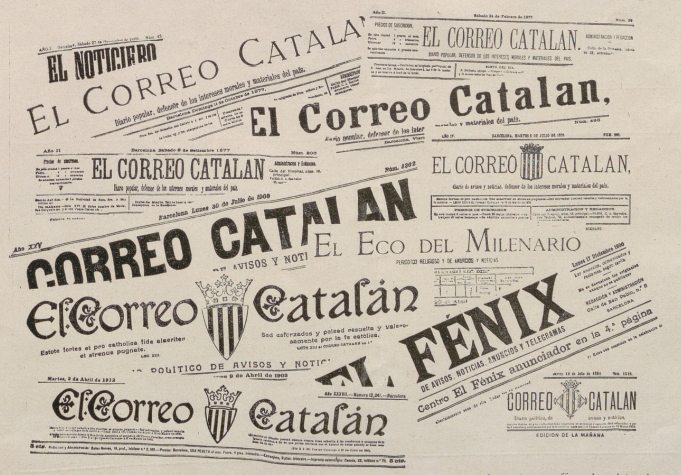
Diferentes cabeceras de El Correo Catalán

El 21 de febrero de 1881 comenzó a publicarse en 4.° menor, a una columna, y se inauguró la sección de espectáculos. Antonio de Valbuena firmó una de las primeras críticas teatrales, referente al estreno del drama de José Echegaray, «El gran galeoto». Al mismo tiempo inauguraba la publicación de dos ediciones diarias: una por la mañana y otra por la tarde. El periódico alcanzaría gran boga en toda la región catalana. El 5 de agosto comenzó a publicar la sección amena «Dichos y hechos». En noviembre de 1886 inauguraba imprenta propia con máquina Marinoni, que estampaba 4.000 ejemplares por hora.
Al producirse la escisión integrista en el año 1888 por la rebelión del antiguo diario carlista El Siglo Futuro, Llauder marchó a Madrid a fundar El Correo Español por orden de Don Carlos, al tiempo que Palau y Huguet trató de ponerle pleito sobre la propiedad de El Correo Catalán, considerando que no había cumplido los compromisos contraidos.
El 1 de julio de 1900 volvió al tamaño grande, a cinco columnas. Con motivo de los sucesos de Badalona el periódico fue suspendido, igual que el resto de la prensa carlista, el 3 de noviembre de 1900 y fue sustituido por El Fénix, hasta el 13 de marzo de 1901 en que reapareció El Correo Catalán.
Se hicieron famosos sus escritos por «la Religión, la pureza de los principios tradicionalistas, la moral y los intereses morales de Cataluña». Bajo la dirección de Llauder, destacaron las campañas de El Correo Catalán contra los gobiernos liberales y contra el Diario de Barcelona, así como los artículos dominicales, que adquirieron gran prestigio, sobre la cuestión catalanista, en la década de 1880; contra la entidad Unión Católica; contra la escisión nocedalina (en esta época era el órgano oficial del partido carlista); y la de reorganización del carlismo catalán, al encargarse de la jefatura del partido el Marqués de Cerralbo.

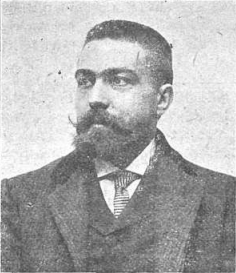
Miguel Junyent, cuarto director (1903-1932)

Con motivo de la guerra de Melilla de 1893 realizó una campaña patriótica, unida a una extensa información telegráfica, que le puso al nivel de los periódicos bien informados. Estos progresos en el campo de la información fueron marcados por un éxito colosal: la información única de los fusilamientos de anarquistas en el castillo de Montjuic en mayo de 1894. Un reporter de El Correo se ofreció a la funeraria a prestarle los servicios de su competencia, y de ese modo logró burlar la vigilancia más estrecha que se ejercía para que no llegaran detalles del triste suceso al público.
El año 1895 organizó un banquete en Miramar, de 1000 cubiertos. Igual campaña patriótica hizo cuando la guerra de Cuba. A iniciativa del diario, se celebró un mitin antimasónico en la Plaza de toros de las Arenas en que participó Juan Vázquez de Mella.
En 1899 sustituyó a Llauder en la dirección Salvador Morales, que había sido ya redactor jefe del diario. En diciembre de 1902 se fundó para la gestión del periódico la empresa Fomento de la Prensa Tradicionalista, que le dio gran impulso; adquirió imprenta propia, con máquina Marinoni rotativa, por lo que fue el primer periódico carlista que usó la rotativa.
Ese mismo año fue nombrado director Miguel Junyent, que le dio una orientación más regionalista, adhiriéndose en 1906 a la Solidaridad Catalana y publicando algunos textos en catalán.

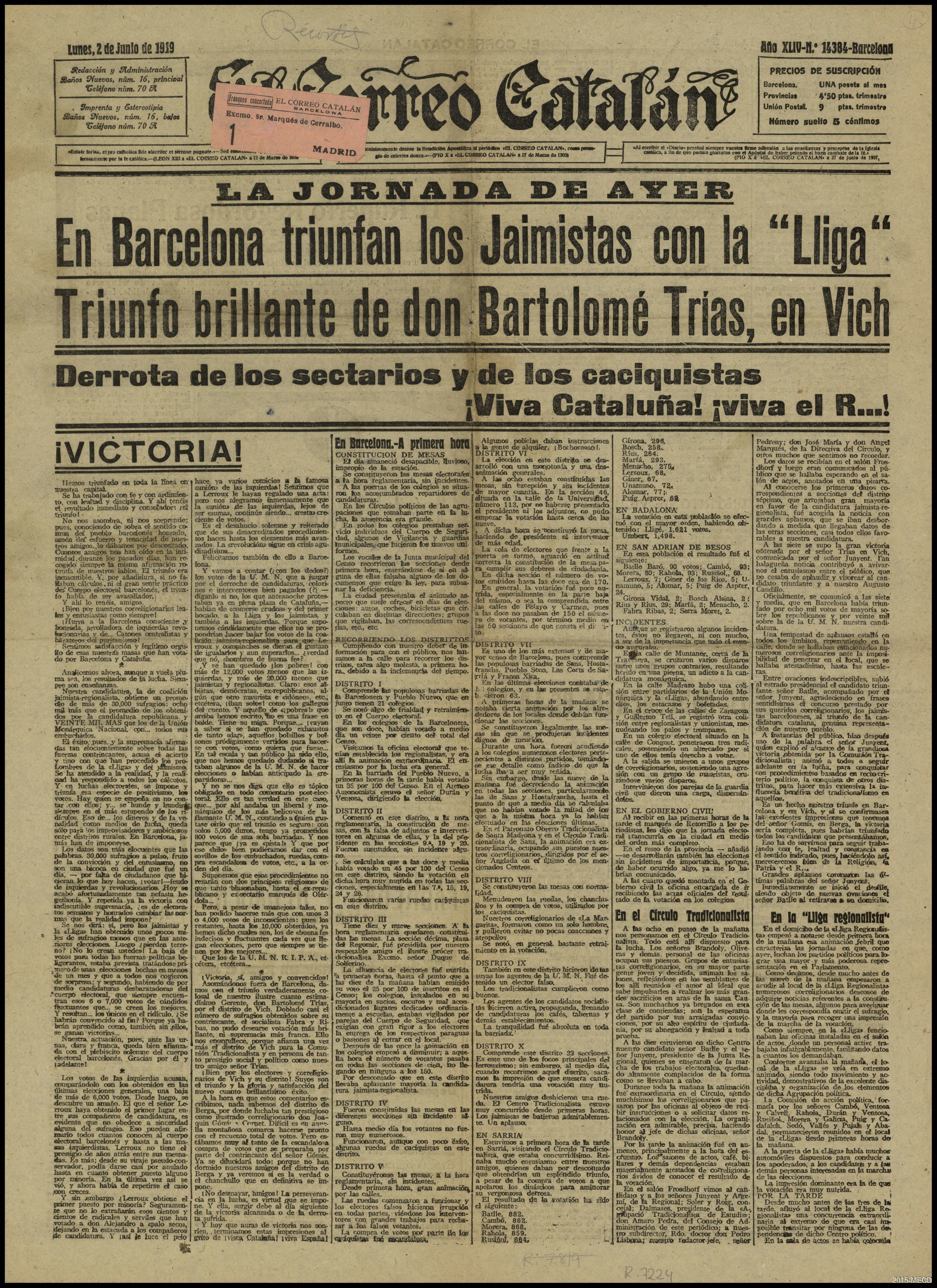
Primera plana de El Correo Catalán el 2 de junio de 1919

Se publicaron entonces artículos sobre el catalanismo gubernamental; sobre defensa de la Solidaridat, que hizo resurgir el carlismo catalán; contra los crímenes del anarquismo; contra el juego y la inmoralidad en Barcelona; la campaña contra la prensa sectaria, que se cebó en la honra de las monjas del convento de Santa Isabel; contra los autores de la Semana Trágica de 1909; contra la ley del Candado, etc. Publicó números extraordinarios, entre los que se destacó el de julio de 1913, dedicado a Don Jaime de Borbón.
El 13 de abril de 1912 inauguró su nueva rotativa, Albert, que le permitió dar números de cuatro, seis y ocho páginas y números a dos tintas e imprimir los fotograbados con gran limpieza. En esta fecha inauguró nueva casa y montó todos los servicios a la altura de los principales periódicos españoles. En la década de 1910 publicaba periódicamente las siguientes hojas: Página literaria, dirigida por su redactor Mosén Barrera; Página agrícola, y La semana deportiva, siendo el primer diario de Barcelona con sección deportiva y uno de los primeros de España. Recibió el apoyo de los papas León XIII y Pío X.
Al estallar la Primera Guerra Mundial, adoptó una postura germanófila. En julio del 1915 el redactor jefe, José Pedreny, sufrió un atentado con arma de fuego en la imprenta del diario, situada en la calle Baños. Según la prensa, solo fue herido el cajista, y Pedreny resultó ileso.  Sin embargo, de acuerdo con el historiador carlista Melchor Ferrer, el autor de los disparos, un exaltado aliadófilo, llegó también a herir a Pedreny en un brazo.
El diario mantuvo su tendencia carlista y tradicionalista hasta finales de los años 50, con abundantes escritos en catalán.

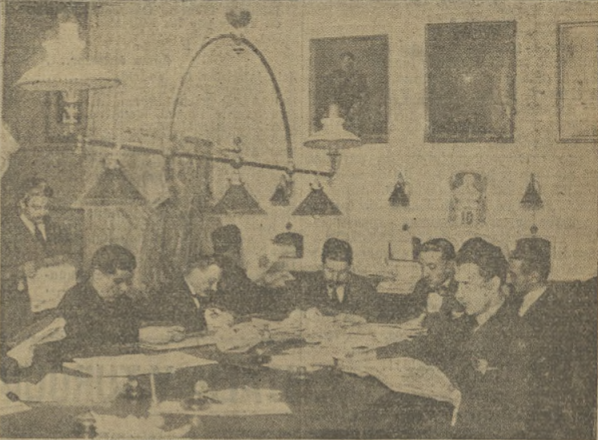
Sala de redacción del diario (1912)

En 1932 Juan Soler Janer sustituyó a Junyent como director del periódico, cargo que mantendría a lo largo de la Segunda República. El 15 de marzo de 1936 los talleres y redacción fueron asaltados y quemados, aunque Juan Soler continuó en la dirección hasta julio de ese mismo año. 
Como órgano de la Comunión Tradicionalista en Cataluña, al producirse la sublevación contra la República El Correo Catalán era el único diario de Barcelona beligerante en favor del alzamiento. Con el estallido de la Guerra Civil, varios de los redactores fueron asesinados. El diario fue suprimido y su imprenta intervenida para editar los diarios del POUM y el Partido Sindicalista: La Batalla y Avant. 

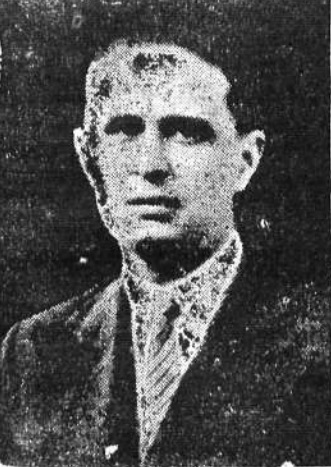
Juan Soler, quinto director (1932-1936)

### Franquismo
En febrero de 1939, tras la conquista de Barcelona por el Ejército sublevado, El Correo Catalán volvió a publicarse. Antes de la toma de Barcelona había sido destituido en la dirección del diario José Cabaní, quien permanecería como gerente. Las autoridades franquistas nombraron director de El Correo Catalán a Diego Ramírez Pastor, que se convertiría en presidente de la única asociación de la prensa tolerada por el régimen. 
Según Víctor Saura, El Correo Catalán de la posguerra no hizo lucha editorial sobre el debate sucesorio a la corona de España. No obstante, algunos de sus miembros se implicaron en el movimiento llamado carlooctavista y defendieron al pretendiente Carlos VIII, quien, a diferencia del sector tradicionalista liderado por Manuel Fal Conde, colaboraba con las autoridades franquistas. Periodistas de El Correo Catalán como Diego Ramírez, Pedro Roma y José Bernabé Oliva incluso formaron parte de una especie de gobierno carlooctavista en la sombra, y se dedicaron a proporcionar recursos al pretendiente y a su familia (vivían en un piso alto de la calle del Carmen de Barcelona, y les encontraron un lugar más digno de un príncipe).
Los propietarios del periódico venían del carlismo, como la mayoría de la redacción, pero, según Saura, prácticamente sin proponérselo, parece que todos entendieron que aquella había dejado de ser su lucha. José María Baygual, cuya familia dominaría en el diario a partir de 1952 y se convertirían en los principales accionistas, explicó el ejemplo de su familia con estas palabras: 

[Mi padre] había tenido una formación carlista, pero a partir de 1939 eso ya era historia, durante la República había sido carlista porque el carlismo era católico, igual que durante la dictadura fue franquista porque el franquismo era católico; el carlismo nunca estuvo presente en mi educación ni en la de mis hermanos.

El progresivo desinterés por la causa tradicionalista quedó reforzado, tras la derrota del Eje en la Segunda Guerra Mundial, por la llegada en 1946 de un nuevo y joven director, Claudio Colomer, que, aunque también con raíces carlistas, se dedicó a hacer carrera dentro del aparato estatal franquista, donde, según Saura, «no cabían reivindicaciones estrafalarias». Colomer permanecería en la dirección del diario hasta 1959.
Con la entrada de Andreu Roselló y Manuel Ibáñez Escofet, el diario dio un rumbo hacia el catalanismo moderado y democrático entre los años 1958 y 1963. El cambio también llegó al formato del diario, tipografía e incluso empezó a ser repartido en otras comarcas catalanas convirtiéndose en 1965 en uno de los diarios predilectos de la oposición al franquismo y llegando a ser el segundo más importante de Cataluña, detrás de La Vanguardia y por delante de El Noticiero Universal. 
Ibáñez Escofet dejó el diario en 1968. Dos años después, publicó la original serie Ésta es su tira de Ángel Casas y Enrique J. Abad.

### Decadencia
En 1974 Jordi Pujol adquirió la mayoría de las acciones del diario y entró en el consejo de administración de Fomento de la Prensa Tradicionalista, S.A., empresa editora de El Correo Catalán, a la que cambió el nombre por Fomento de la Prensa, S.A., que en 1976 editaría también el diario Avui. Pujol habría adquirido El Correo Catalán con el objetivo de convertirlo en un órgano de expresión personal. Según datos de la Oficina de Justificación y Difusión, en sólo tres años la tirada del diario bajó de 67 000 a 38 000 ejemplares, entrando en una profunda crisis económica en 1982. Tres años más tarde dejó de publicarse. Durante la gestión de Pujol, El Correo Catalán había pasado de ser un diario de consolidado prestigio a la quiebra, con una deuda de 757 millones de pesetas y acusaciones de fraude.

## Directores
- Manuel Milá de la Roca (1876-1878)
- Luis María de Llauder (1878-1899)
- Salvador Morales Marcén (1899-1903)
- Miguel Junyent (1903-1932)
- Juan Soler Janer (1932-1935)
- José Cabaní Bassols (1935-1936)
- Diego Ramírez Pastor (1939-1946)
- Claudio Colomer (1946-1957)
- Andrés Roselló Pamies (1957-1977)
- Lorenzo Gomis (1977-1982)
- Jordi Daroca (1982-1984)
- Josep Moya-Angeler (1984-1985)

## Colaboradores
En su primera época algunos de sus redactores fueron Palau y Huguet, Trullol y Planas, Jaime Nogués y Taulet, Joaquín Aranda, Quintana, Marcial, Vilarrasa, Rierola, Carner, Raventós, Juan Bautista Falcó y Luis C. Viada y Lluch. Entre los colaboradores destacaron Navarro Villoslada, José María Pereda, Antonio de Valbuena, Ricardo de León, Valle Inclán, Leandro Herrero, Francisco Martín Melgar, Francisco Muns, Francisco de Paula Capella, el sacerdote José Sorribes (Un ermitaño), Sobregrau (Un propietario agricultor).
Fueron administradores Perera, Juan Padrisa, Puiggrós, Joaquín de Font y de Boter y Bartolomé Trías, gerente del Fomento de la Prensa Tradicionalista.
En 1912 el personal del Consejo de Administración y Redacción estaba formado por el duque de Solferino, presidente; Bartolomé Trías, gerente; Joaquín de Font y de Boter, miembro del consejo de Administración y crítico teatral; José María Gich, del Consejo de Redacción; Luis Pericás, ídem; Octavio Doménech, del de Administración. Miguel Junyent, director; Cayetano Cornet, director artístico; Pedro Lisbona, redactor jefe; Pedro Pascual Villamor, jefe de información y revistero taurino; Juan Borrás de Palau, crítico musical; José Borrás de Palau, redactor de la sección comercial; N. Sabaris, cronista deportivo; Vicente Carbó, redactor del movimiento político; Leopoldo Negre, redactor del movimiento social; Alfonso María Lannabras, cronista de sociedad; Evelio Bulbena, crítico de arte; Luis Trías, cronista de deportes; Ramón Torra, redactor científico; José María Piquer, rvdo. Juan Rodríguez, Remigio Adán, Alfredo Germán de Bellver, redactores; Melchor Ferrer, reporter, y Pedro Magrina, administrador.